# Ettore Broschi
Ettore Broschi fue un deportista italiano que compitió en remo. Ganó tres medallas en el Campeonato Europeo de Remo entre los años 1932 y 1938.

## Palmarés internacional
| Campeonato Europeo | Campeonato Europeo       | Campeonato Europeo | Campeonato Europeo |
| Año                | Lugar                    | Medalla            | Prueba             |
| ------------------ | ------------------------ | ------------------ | ------------------ |
| 1932               | Belgrado (Yugoslavia)    | Medalla de plata   | Doble scull        |
| 1937               | Ámsterdam (Países Bajos) | Medalla de bronce  | Doble scull        |
| 1938               | Milán (Italia)           | Medalla de oro     | Doble scull        |